# Pura Meduwe Karang
Pour les articles homonymes, voir Karang.

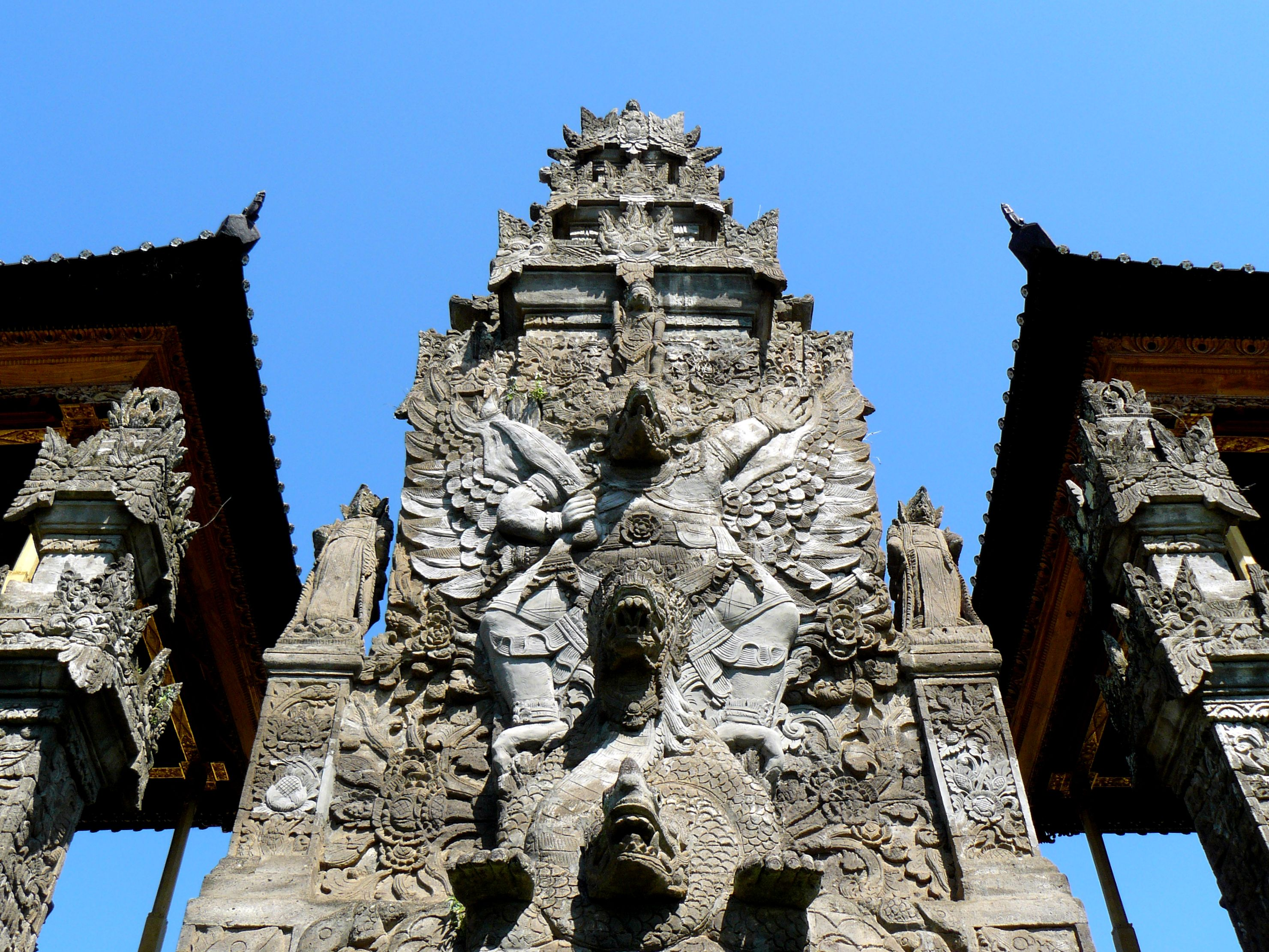
Une décoration florale typique du nord de Bali décore le sanctuaire principal de Pura Meduwe Karang.

Pura Meduwe Karang ou Pura Maduwe Karang est un temple balinais situé à Kubutambahan, environ 12 kilomètres à l'est de Singaraja dans le kabupaten de Buleleng, au nord de Bali. Il est considéré comme l'un des principaux temples de Bali, en raison de sa taille. Pura Meduwe Karang est connu pour ses statues et son style fleuri de décoration caractéristique du nord de Bali.

## Complexe du temple

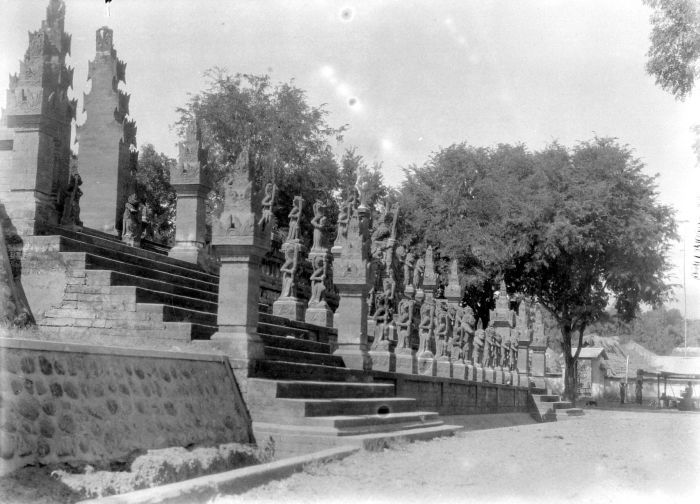
Rangées de sculptures de Ramayana devant le complexe du temple.

Le Pura Meduwe Karang (« temple du (seigneur) possesseur du la terre » en balinais) est construit en 1890 par des personnes arrivées à Kubutambahan depuis un village balinais éteint de Bulian.  Le temple est dédié à Batara Meduwe Karang (« seigneur possédant la terre »), un dieu qui offre une protection pour la fertilité des terres agricoles. Pura Meduwe Karang possède également des sanctuaires dédiés au dieu solaire Surya et à la Terre Mère, tous liés au concept de protection de la fertilité de la terre. Le complexe du temple est entouré de murs, qui sont renforcés à intervalles par des piliers surmontés d'une décoration florale sculptée,.
À l'entrée du temple se trouve un groupe de 36 personnages en pierre représentant des personnages de l'épopée indienne du Ramayana. Les sculptures sont réparties sur trois niveaux: 13 figures se situent dans la rangée la plus basse, dix dans la rangée du milieu et 13 se trouvent au niveau de la rangée la plus haute, en retrait. Le tout est flanqué de deux escaliers d'entrée. La figure centrale est Kumbhakarna, entourée de troupes de singes de Sugriwa. Les escaliers jumeaux mènent à la terrasse d'entrée (jaba pura). Un portail fendu (candi bentar) marque le seuil du pisan jaba, le sanctuaire extérieur du temple.
Le sanctuaire extérieur est une cour principalement utilisée pour les rassemblements lors des fêtes religieuses. Cette dernière abrite un pavillon qui est utilisé pour les performances de gamelan lors de certains événements.
Le sanctuaire intermédiaire (jaba tengah) abrite un ensemble de deux pavillons symétriques. Il est accessible depuis le sanctuaire externe via un portail scindé (candi bentar) à quatre niveaux.
Le sanctuaire intérieur (jero), la zone la plus sacrée de la pura, est accessible depuis le sanctuaire central via un autre portail scindé (candi bentar). Le point culminant du sanctuaire intérieur s'atteint également en traversant un candi bentar. Ce point le plus élevé contient l'imposant sanctuaire principal, le sanctuaire Betara Luhur Ing Angkasa. Le sanctuaire est décoré de sculptures murales représentant des sujets de la légende balinaise. Le sanctuaire principal est flanqué de deux sanctuaires à gauche et à droite, l'un dédié à Ratu Ayu Sari (une manifestation de la terre mère Ibu Prtiwi), l'autre à Ratu Ngurah Sari (protecteur des produits de la terre).

## Reliefs

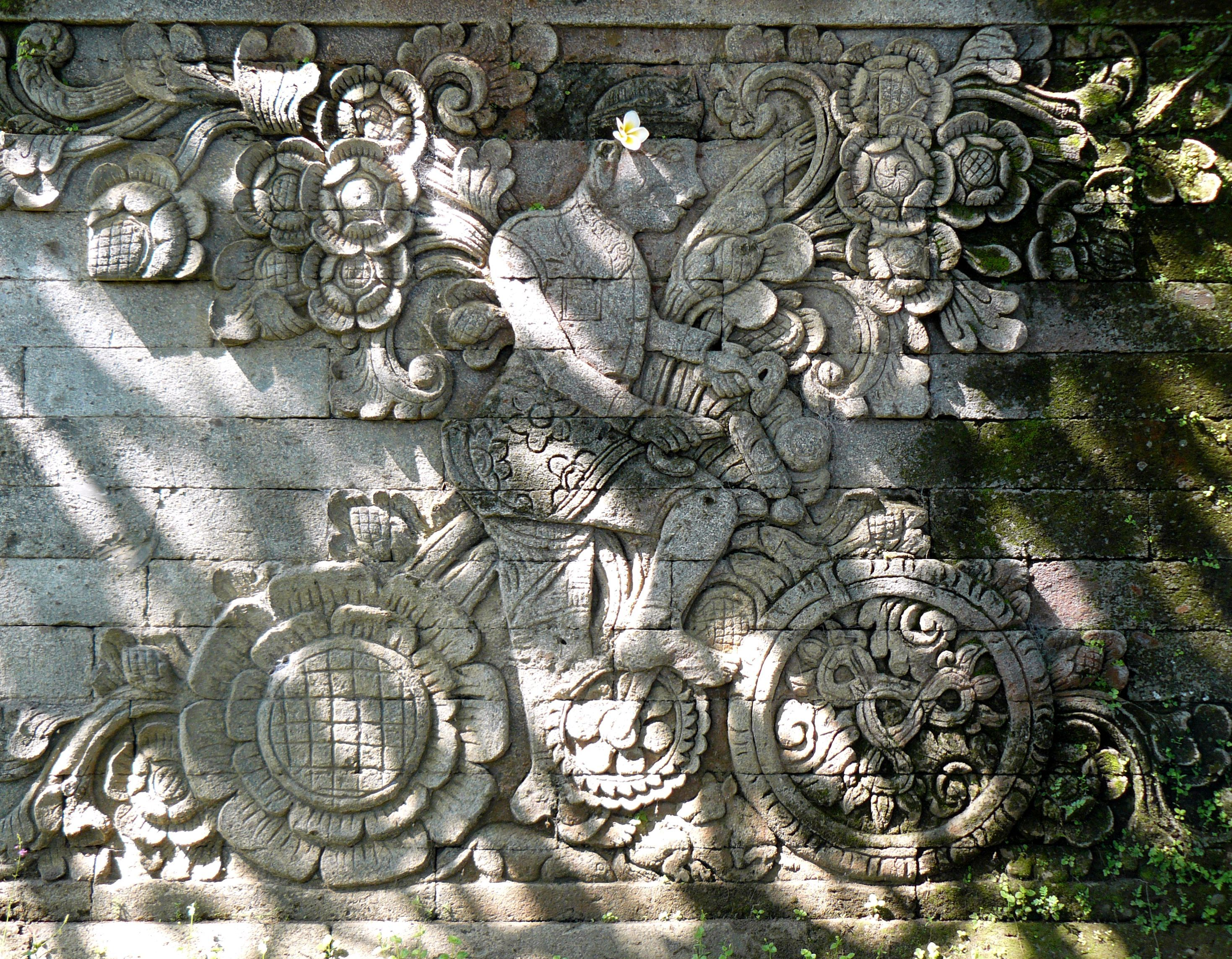
Un bas-relief sur le côté du sanctuaire principal de Pura Meduwe Karang. Il serait la représentation de l'artiste néerlandais WOJ Nieuwenkamp qui a exploré Bali à vélo en 1904.

Sur le côté du sanctuaire principal se trouve une représentation d'un Occidental à bicyclette. Le bas-relief serait une représentation de l'artiste néerlandais WOJ Nieuwenkamp qui a exploré Bali avec son vélo en 1904. La sculpture n'est pas dans son état d'origine, ayant été gravement endommagée lors du tremblement de terre de 1917 puis modifiée pendant le processus de restauration. La restauration ajoute une décoration plus florale dans le bas-relief d'origine,. Ce bas-relief n'est pas la seule représentation d'un occidental dans un temple balinais: Au Pura Dalem, Jagaraga, à l'est de Singaraja, un bas-relief montre une voiture conduite par des étrangers barbus braquée par un gangster armé d'un revolver. L'existence de ces nombreuses sculptures d'influence internationale dans les temples du nord de Bali s'explique par le rôle de porte d'entrée sur l'île de Bali que joue cette région au début du XXe siècle. 
Un autre bas-relief montre la déesse Durga dans sa manifestation comme Mahisasuramardini, le bannisseur du taureau malveillant. Il représente Durga en tant que Rangda assise avec ses genoux ouverts, exposant ses organes génitaux. Un chien lèche les sécrétions de ses organes génitaux exposés. Sa main droite est placée au-dessus de la tête d'une personne tandis que son pied droit piétine la tête d'un taureau. 

## Voir également
- Temple balinais